# كيفن فلين (لاعب قذف)
كيفن فلين (بالإنجليزية: Kevin Flynn)‏ هو لاعب قذف بريطاني، ولد في 1976 في بلفاست في المملكة المتحدة.